# Chileense hockeyploeg (vrouwen)
De Chileense hockeyploeg voor vrouwen is de internationale hockeyploeg die Chili vertegenwoordigt tijdens interlands in het hockey.

## Erelijst Chileense hockeyploeg
| Jaar | Champions Trophy | Amerikaans kampioenschap | Olympische Spelen | Wereldkampioenschap               | Hockey World League Hockey Pro League |
| ---- | ---------------- | ------------------------ | ----------------- | --------------------------------- | ------------------------------------- |
| 1995 | geen deelname    |                          |                   |                                   |                                       |
| 1996 |                  |                          | geen deelname     |                                   |                                       |
| 1997 | geen deelname    |                          |                   |                                   |                                       |
| 1998 |                  |                          |                   | geen deelname                     |                                       |
| 1999 | geen deelname    |                          |                   |                                   |                                       |
| 2000 | geen deelname    |                          | geen deelname     |                                   |                                       |
| 2001 | geen deelname    | geen deelname            |                   |                                   |                                       |
| 2002 | geen deelname    |                          |                   | geen deelname                     |                                       |
| 2003 | geen deelname    |                          |                   |                                   |                                       |
| 2004 | geen deelname    | 5e PA 2004 Bridgetown    | geen deelname     |                                   |                                       |
| 2005 | geen deelname    |                          |                   |                                   |                                       |
| 2006 | geen deelname    |                          |                   | geen deelname                     |                                       |
| 2007 | geen deelname    |                          |                   |                                   |                                       |
| 2008 | geen deelname    |                          | geen deelname     |                                   |                                       |
| 2009 | geen deelname    | PA 2009 Hamilton         |                   |                                   |                                       |
| 2010 | geen deelname    |                          |                   | geen deelname                     |                                       |
| 2011 | geen deelname    |                          |                   |                                   |                                       |
| 2012 | geen deelname    |                          | geen deelname     |                                   |                                       |
| 2013 |                  | 4e PA 2013 Mendoza       |                   |                                   | 16e HWL 2012-13                       |
| 2014 | geen deelname    |                          |                   | geen deelname                     |                                       |
| 2015 |                  |                          |                   |                                   | 21e HWL 2014-15                       |
| 2016 | geen deelname    |                          | geen deelname     |                                   |                                       |
| 2017 |                  | PA 2017 Lancaster        |                   |                                   | 17e HWL 2016-17                       |
| 2018 | geen deelname    |                          |                   | geen deelname                     |                                       |
| 2019 |                  |                          |                   |                                   | geen deelname                         |
| 2021 |                  |                          | geen deelname     |                                   | geen deelname                         |
| 2022 |                  | PA 2022 Santiago         |                   | 13e WK 2022 / Amstelveen/Terrassa | geen deelname                         |
| 2023 |                  |                          |                   |                                   | geen deelname                         |
| 2024 |                  |                          | geen deelname     |                                   | geen deelname                         |
| 2025 |                  |                          |                   |                                   | geen deelname                         |